# Jeff Greinke
Jeff Greinke (...) è un musicista e compositore statunitense, attualmente residente a Tucson, in Arizona.
Considerato un pioniere del genere dark ambient, i suoi primi album solisti vengono spesso paragonati ad opere di Robert Rich, Brian Eno, e Vidna Obmana. La musica di Greinke, realizzata adoperando lo studio di registrazione come un vero e proprio strumento, è caratterizzata dalla presenza di paesaggi sonori generati dall'uso di suoni sovrapposti, tecniche di registrazione multitraccia e texture di suoni.
Nel 1993 Greinke fondò il gruppo musicale LAND, la cui musica è stata definita "una bizzarra miscela di jazz, rock, musica elettronica e world music" dal chitarrista Dennis Rea. Il gruppo pubblicò tre album in studio dal 1995 al 2001, organizzò numerosi concerti, e partecipò, nel 1996, ad un tour dove suonò in Cina, Hong Kong e Macao.
Greinke è stato anche membro del gruppo Hana con la cantante Anisa Romero degli Sky Cries Mary. Il progetto ha attualmente pubblicato due album in studio.

## Discografia[6]
Album solisti
- 1984 : Before the Storm
- 1985 : Cities in Fog
- 1986 : Over Ruins
- 1987 : Places of Motility
- 1987 : Moving Climates
- 1988 : Timbral Planes
- 1990 : Changing Skies
- 1992 : Lost Terrain
- 1993 : In Another Place
- 1994 : Big Weather
- 1997 : Cities in Fog 2
- 1998 : Swimming
- 1999 : Ride
- 2002 : Wide View
- 2003 : Weather From Another Planet
- 2004 : Soundtracks
- 2007 : Winter Light
- 2009 : Virga
- 2011 : Cities In Fog 2

Con i LAND
- 1995 : LAND
- 1997 : Archipelago
- 2001 : Road Movies

Con gli Hana
- 1999 : Hana
- 2001 : Omen

Con Rob Angus
- 1984 : Night and Fog
- 1992 : Crossing Ngoli

Con Pierre Perret
- 1989 : Fragment 1

Con gli Art Zoyd e J.A. Deane
- 1990 : Art Zoyd - J.A. Deane - J. Greinke

Con i Faith & Disease
- 2002 : Dream the Red Clouds